# Orthostigma ketambeense
Orthostigma ketambeense är en stekelart som först beskrevs av Fischer 2004.  Orthostigma ketambeense ingår i släktet Orthostigma och familjen bracksteklar. Inga underarter finns listade i Catalogue of Life.